# 西山公園站 (日本)
西山公園站（日语：／ Nishiyama-Koen Eki */?）是位於福井縣鯖江市長泉寺町，福井鐵道福武線的電車站。車站編號為F6。
一般日子下，此站是無人車站。在毎年2月20日和3月2日於中道院舉行，以及在黃金週舉行杜鵑花節時，日間會有職員於此站進行檢票業務和普通車票的售票業務。曾經在當天，早上部分急行列車會臨時停站。

## 車站構造
電車站是地面車站，設有1面1線的單式月台。車站大樓是木製建築物。站內設有候車室和售票櫃臺，售票櫃臺一般情況下會關閉。在車站大樓進行翻新時，增設了無障礙廁所和單車停泊場。站前設有公共電話。

## 歷史
- 1924年2月23日：下鯖江站啟用[1][2]。
- 日期不詳：車站第一次遭廢站[1]。

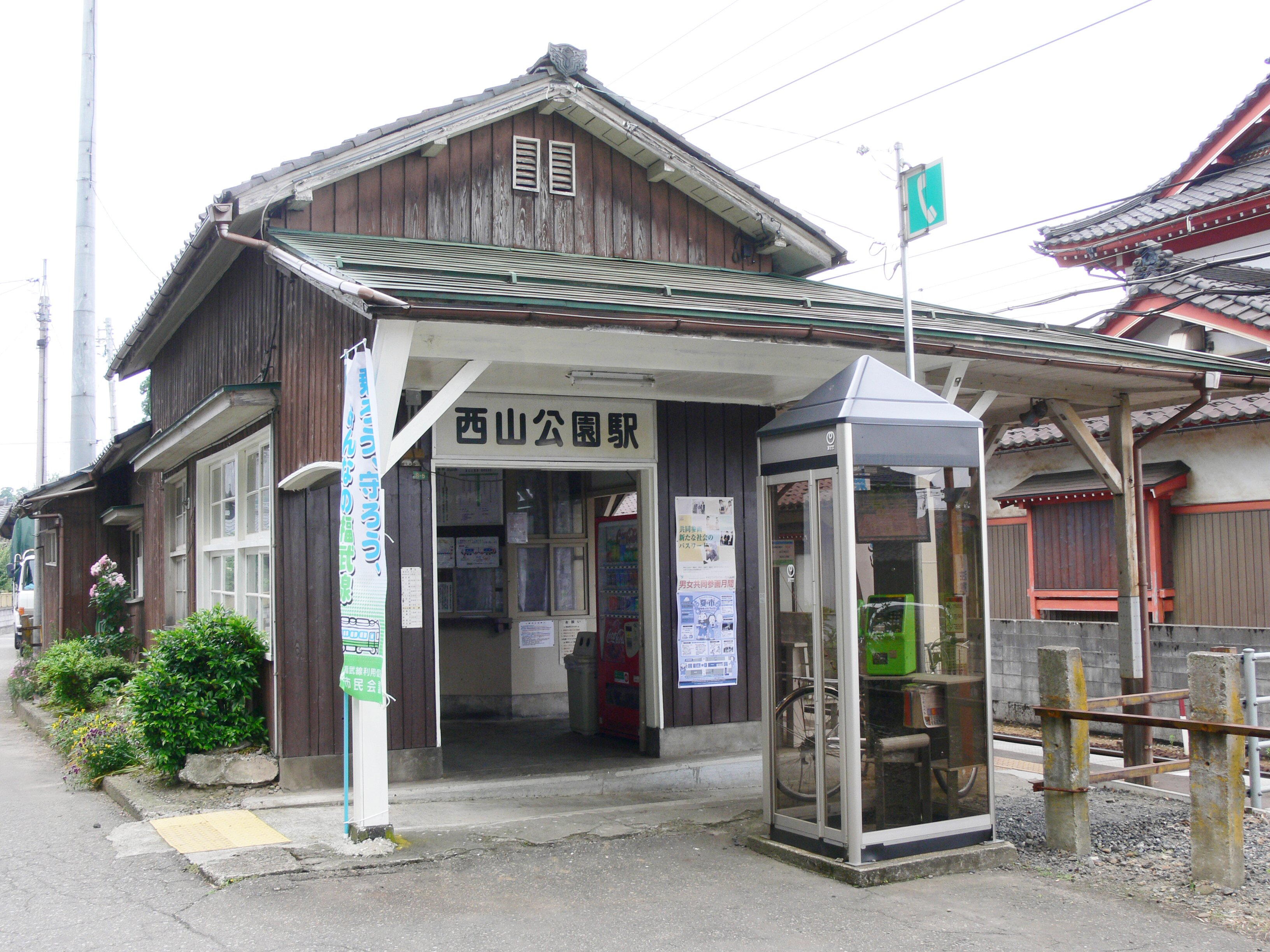
舊車站大樓（2009年6月6日）

- 1950年5月15日：車站重開，並向西鯖江一方遷移[1]。
- 1971年7月13日：降為無人車站。
- 1987年4月10日：車站改名為西山公園站[1]。
- 2010年11月20日：站房翻新。舉行了工程竣工紀念典禮[3]。
- 2024年10月11日：可使用ICOCA及全國通用IC卡付款[4][5]。

## 利用狀況
根據「鯖江市統計書」，以下為1日平均乘車人次：
| 乘車人次變化 | 乘車人次變化 |
| 年度         | 1日平均人次  |
| ------------ | ------------ |
| 2001         | 71           |
| 2002         | 70           |
| 2003         | 50           |
| 2004         | 64           |
| 2005         |              |
| 2006         |              |
| 2007         | 44           |
| 2008         |              |
| 2009         |              |
| 2010         | 54           |
| 2011         | 49           |
| 2012         | 34           |
| 2013         | 41           |
| 2014         | 37           |
| 2015         | 37           |
| 2016         | 35           |
| 2017         | 26           |
| 2018         | 27           |
| 2019         | 24           |
| 2020         | 14           |
| 2021         | 18           |
| 2022         | 20           |

## 車站周邊
車站周邊為住宅區。車站北邊設有鯖江市進德小學，當附近舉行活動時，附近的道路也較多車輛行走，同時可見到許多停泊車輛。
- 西山公園（日语：西山公園 (鯖江市)）
- 鯖江市西山動物園（日语：鯖江市西山動物園）
- 中道院
- 鯖江、丹生消防組合（消防本部，消防署）
- 鯖江市政廳
- 市民活動交流中心

## 相鄰車站
福井鐵道
■福武線
■急行
通過
■區間急行、■普通
西鯖江（F5）－西山公園（F6）－水落（F7）

## 外部連結
- 電車西山公園 （页面存档备份，存于）（日語） - 福井鐵道